# 踩到貓兒
《踩到貓兒》是一首簡單的鋼琴曲，因其指法很簡單，彈起來也相當和諧輕快，故成为常见的初学者曲目。

## 音樂
原曲的名稱是“Flohwalzer” ，其中“walzer”意为圓舞曲。雖然名稱有“圓舞曲”，但這首歌並沒有像一般圓舞曲一樣是三拍子的。作曲者不詳。有一本音樂家艾瑞克·包曼所著的書中提到這首歌的作者為Ferdinand Loh，但这显然是个玩笑（“F. Loh”=Floh，在德语中意为跳蚤） 。為了讓彈奏時的指法更為容易，這首歌通常是降G大調，這樣一來大部份的琴鍵都會是鋼琴上的黑鍵。

## 國際上的名稱
這首歌為世界名曲。 在1994年大阪樟蔭女子大學的文章中指出，這首歌在日本的名稱為（我踩到了一隻貓）。在西班牙為“La Chocolatera”。在荷蘭為“Vlooienmars”（跳蚤月）。在比利時為“Valse de Puce”（跳蚤圓舞曲）。在俄羅斯則為（狗跳圓舞曲）。在波蘭叫做“Kotlety”（炸肉排）。在保加利亞為“Koteshki Marsh”（貓咪進行曲）。在匈牙利為“Szamárinduló”（驢子進行曲）。在馬略卡島稱為“Polca de los Tontos”（傻瓜的波卡舞曲）。在墨西哥，它被稱作“Los Changuitos”（小猴子）。在芬蘭“Kissanpolkka”（貓的波卡舞曲）。在捷克共和國稱為“Prasečí valčík”（豬的圓舞曲）。在斯洛伐克叫做“Somársky pochod”（驢子進行曲）。在韓國稱為“고양이 춤”（貓咪跳舞）。 在中國它被稱為“跳蚤圓舞曲”。在英國，這個旋律被稱為“Chopsticks”（筷子），但在美国，“筷子”這個名稱指的是另一首歌：Chopsticks。

## 流行文化
1962年時，一位鋼琴家羅斯康威寫了一首踩到貓兒的複雜變奏曲：“第一課” 。一位丹麥的鋼琴家班特法比克發表了一首爵士樂曲風的版本：“雞飼料”。
瑞典作曲家Thore Skogman在編寫他1962年的歌曲“Kalle Johansson”時，也使用了踩到貓兒的一部份作為它的基礎（在瑞典，該曲的名稱已經成為踩到貓兒這段旋律的名稱）。這首歌的歌詞是關於一位叫做Kalle Johansson的男子與他的妹妹跟他們兩個鄰居的愛情故事。
這首歌在遊戲新槍彈辯駁V3 大家的自相殘殺新學期中也有出现。

## 附註
1. ↑  Baumann, Eric. . Zürich: Atlantis Musikbuch-Verlag. 1996. ISBN 3-254-00205-9.
2. ↑  YouTube上的Russ Conway and orchestra
3. ↑  YouTube上的"Chicken Feed"

## 外部連結
- YouTube上的教學
- YouTube上的動畫譜
- YouTube上的十二種變奏曲，Jean Panajotoff